# Гриньковцы
Гриньковцы (укр. Гриньківці) — село в Великодедеркальской сельской общине Кременецкого района Тернопольской области Украины.
До 2020 года входило в Шумский район.
Почтовый индекс — 47164. Телефонный код — 3558.

## Население
Население по переписи 2001 года составляло 305 человек.

### Языковой состав
Родной язык населения по данным переписи 2001 года:
| Язык       | Численность, чел. | Доля     |
| ---------- | ----------------- | -------- |
| Украинский | 302               | 99,02 %  |
| Другое     | 3                 | 0,98 %   |
| Итого      | 305               | 100,00 % |